# فرضی‌لی
فرضی‌لی (به لاتین: Fərzili) یک منطقه مسکونی در جمهوری آذربایجان است که در شهرستان جلیل‌آباد واقع شده‌است. فرضی‌لی ۷۳۷ نفر جمعیت دارد.